# Pierro Arrigoni

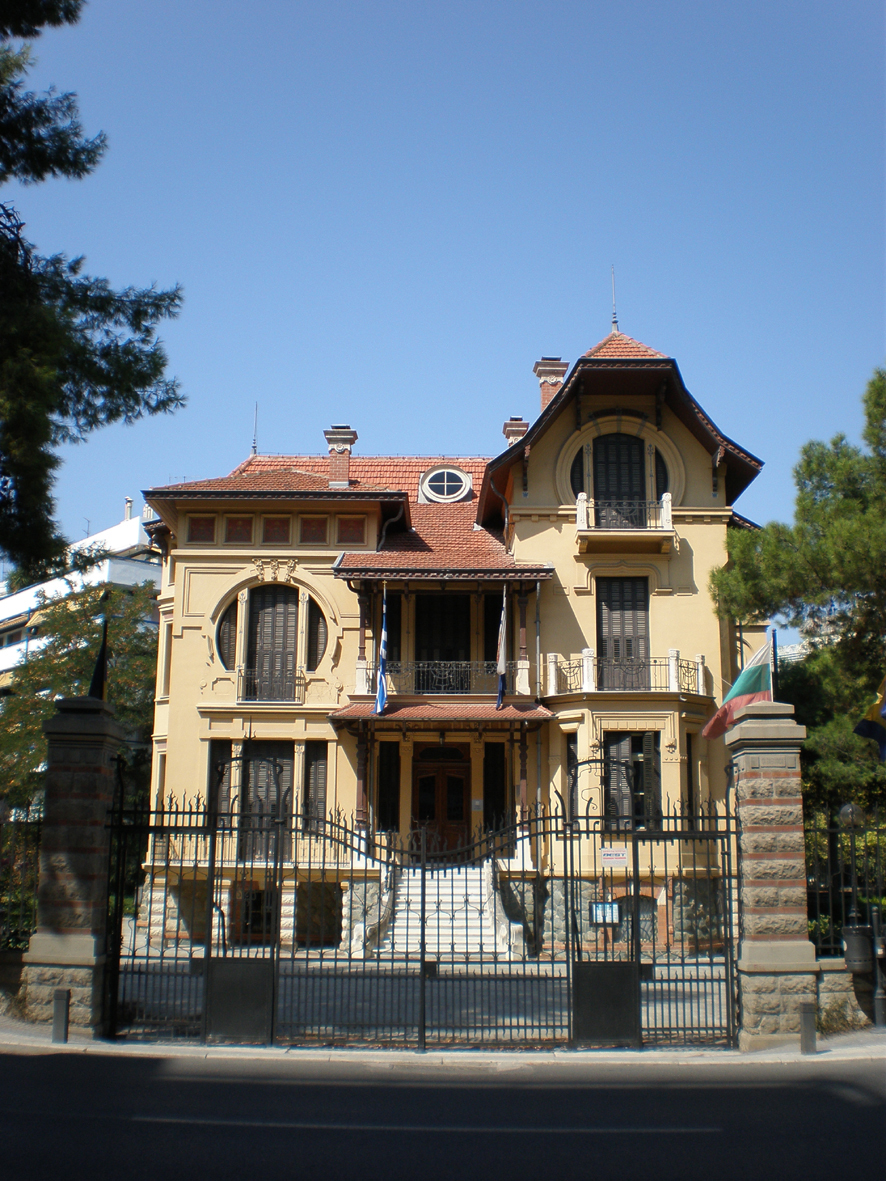
Casa Bianca, heute: Städtische Kunstgalerie Thessaloniki

Pierro Arrigoni (griechisch Πιέρο Αριγκόνι, * 1856; † (ermordet) 1940 in Thessaloniki) war ein italienischer Architekt aus Turin, der hauptsächlich in Thessaloniki tätig war und im späten 19. Jahrhundert das Stadtbild dieser Stadt wesentlich prägte. Sein Baustil war anfangs historistisch, bekannt wurde er jedoch für seine Entwürfe, die dem Art déco zugerechnet werden. Als Meisterwerk gilt die 1912 gebaute Casa Bianca, in der er unterschiedliche Baustile kombinierte (Eklektizismus).

## Bauten (Auswahl)
- Villa Ahmet Kapanci, 1890[2][1]
- Villa Mehmet Kapanci, 1893[3][1]
- Limodon-Krankenhaus (früher Italienisches Hospital Regina Margherita), 1894
- Eisenbahnmuseum Thessaloniki (früher Militärbahnhof), 1894
- Elektrizitätswerk, 1899
- Ippokratio-Krankenhaus (früher Hirsch-Hospital), 1902
- Villa Dino Fernandez (Casa Bianca), 1910–12[4]